# Черкишен
Черкишен, още Черкишеш, Черкичен, Черквица, Черковица или Черкища (на гръцки: Συκίδια, Сикидия, до 1927 година Τσέρκιστα, Церкиста), е обезлюдено село в Република Гърция, разположено на територията на дем Драма (Паранести) в област Източна Македония и Тракия.

## География
Черкишен се намира на югозападните склонове на планината Родопи, на левия бряг на Места, срещу село Капотчук (Поликипо), северозападно от Бук (Паранести) край стената на язовир Черешовско езеро. Селото попада в историко-географската област Чеч.

## История

### Етимология
Според Йордан Н. Иванов Черкишен е жителско име от Черквица.

### В Османската империя
Според статистиката на Васил Кънчов („Македония. Етнография и статистика“) към 1900 година в Черквичен има 40 помашки къщи.

### В Гърция
След Междусъюзническата война в 1913 година Черкишен попада в Гърция. През 1923 година селото е обезлюдено, като жителите му емигрират в Турция. През 1927 година името на селото е сменено от на Сикидия. През 1928 година в Черкишен са заселени 33 гръцки семейства със 104 души - бежанци от Турция. Непосредствено преди Втората световна война селото е изоставено.
| Година    | 1913 | 1920 | 1928 | 1940 | 1951 | 1961 | 1971 | 1981 | 1991 | 2001 | 2011 | 2021 |
| --------- | ---- | ---- | ---- | ---- | ---- | ---- | ---- | ---- | ---- | ---- | ---- | ---- |
| Население | 320  | 245  | 85   |      |      |      |      |      |      |      |      |      |